# Heretgia trilingüe
L'heretgia trilingüe era la concepció cristiana segons la qual només es pot adorar Déu o escriure sobre ell en tres llengües, grec, llatí i hebreu, sustentada en el fet que eren tres els idiomes del Titulus Crucis. Va usar-se per bandejar les primeres traduccions bíbliques a altres llengües, especialment en l'àmbit eslau, amb l'obra de Ciril i Metodi, posteriorment reivindicats com a sants.